# 戈登·基利克
戈登·基利克（英語：Gordon Killick，1899年6月3日—1962年10月10日），英国男子赛艇运动员。他曾代表英国参加1924年和1928年夏季奥林匹克运动会赛艇比赛，其中1928年奥运会获得一枚银牌。